# Mailen Brooks
Mailen Brooks (* 26. Januar 2000) ist eine kubanische Speerwerferin.

## Sportliche Laufbahn
Erste internationale Erfahrungen sammelte Mailen Brooks bei den Zentralamerika- und Karibikspielen (CAC) in Barranquilla, bei denen sie mit einer Weite von 46,77 m den fünften Platz belegte. Im Jahr darauf nahm sie erstmals an den Panamerikanischen Spielen in Lima teil und wurde dort mit einem Wurf auf 49,52 m 13.
2019 wurde Brooks kubanische Meisterin im Speerwurf.